# Valentin von Streffleur

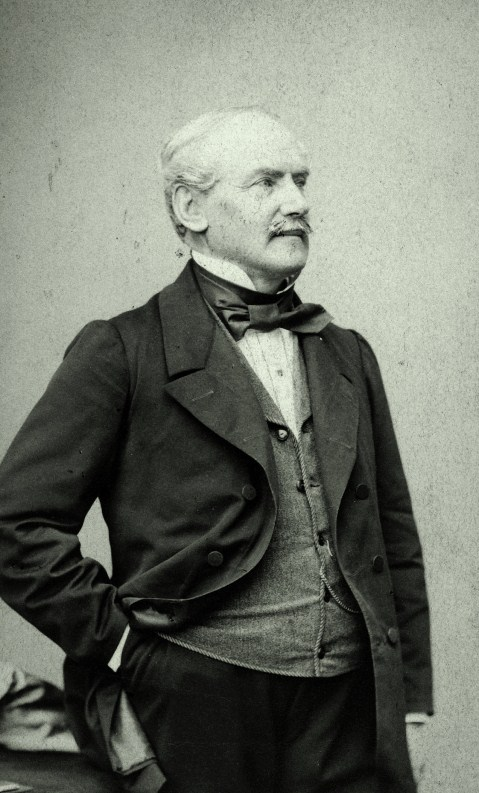
Valentin von Streffleur

Valentin Ritter von Streffleur (* 18. Februar 1808 in Wien; † 5. Juli 1870 in Purkersdorf) war ein k.k. Generalkriegskommissar und Sektionschef.

## Leben
Streffleur war ein Nachkomme des Johann Georg Streffleur (um 1678 bis 1754), kaiserlicher Fourier der Hartschieren-Leibgarde, sowie Sohn des Hofkriegsratsbeamten Leopold Streffleur. Der k. k. Hauptmann im Geniestab Joseph Streffleur (1805–1852), zuletzt mit der Leitung der Festungsbauten auf dem Blocksberg bei Ofen betraut, war Valentin Streffleurs älterer Bruder.
Valentin Streffleur begann seine Laufbahn im 49. Infanterieregiment zu St. Pölten, wechselte dann zur Ausbildung für den Waffendienst zur Kadettenkompagnie in Graz. 1830 kehrte er im Rang eines Fähnrichs in das 49. Infanterieregiment zurück, wo er bis zum Oberleutnant avancierte und dann im Generalquartiermeisterstabe einrangiert wurde. Als Hauptmann und Lehrer wechselte er in die italienische adelige Leibgarde. Nach seiner Beförderung zum Major im 7. Infanterieregiment fiel Streffleur 1847 bis 1848 die Aufgabe zu, den Erzherzog Franz Joseph in den Kriegswissenschaften zu unterrichten. Im Mai 1848 wurde er Garde-Generaladjutant und von Juli bis Oktober desselben Jahres als Major Oberkommandant der Wiener Nationalgarde.
Von Mitte Oktober 1848 bis zum Frühjahr 1849 war Streffleur für den Wahlbezirk Bruck an der Leitha Deputiertenstellvertreter an der Frankfurter Nationalversammlung.
Im Jahre 1850 trat Streffleur endgültig in den Zivildienst über. So fand er verschiedentlich Verwendung als Leiter des Bauarchivs, Sekretär des Statistischen Büros, Sektionsrat und Referent für die Katastralverwesung sowie als Vorstand des Triangulierungs- und Calcul-Büros. 1859 schließlich wurde er zum Generalkriegskommissar im Kriegsministerium berufen und übernahm 1860 die Redaktion der Österreichischen Militärische Zeitschrift. Diese Redaktionstätigkeit behielt er bis zu seinem Lebensende inne. Sie wird noch vor seiner umfänglichen Publikationstätigkeit als bedeutend und verdienstvoll gewürdigt. Im März 1865 erhielt er den Orden der Eisernen Krone III. Klasse und im Oktober wurde ihm die Hebung in den Ritterstand zuteil. Nach kurzer Krankheit starb er 1870 während seines Sommeraufenthaltes des im Wienerwald gelegenen Purkersdorf.
Valentin Streffleur war Ehrenmitglied der k.k. Gesellschaft der Ärzte in Wien und Vizepräsident des Vereins für Landeskunde von Niederösterreich, und unter anderem Mitglied der Wiener geographischen Gesellschaft sowie Korrespondent der k.k. geologischen Reichsanstalt. Im Jahr 1879 wurde im Wiener Gemeindebezirk Brigittenau ihm zu Ehren eine Straße Streffleurgasse benannt.

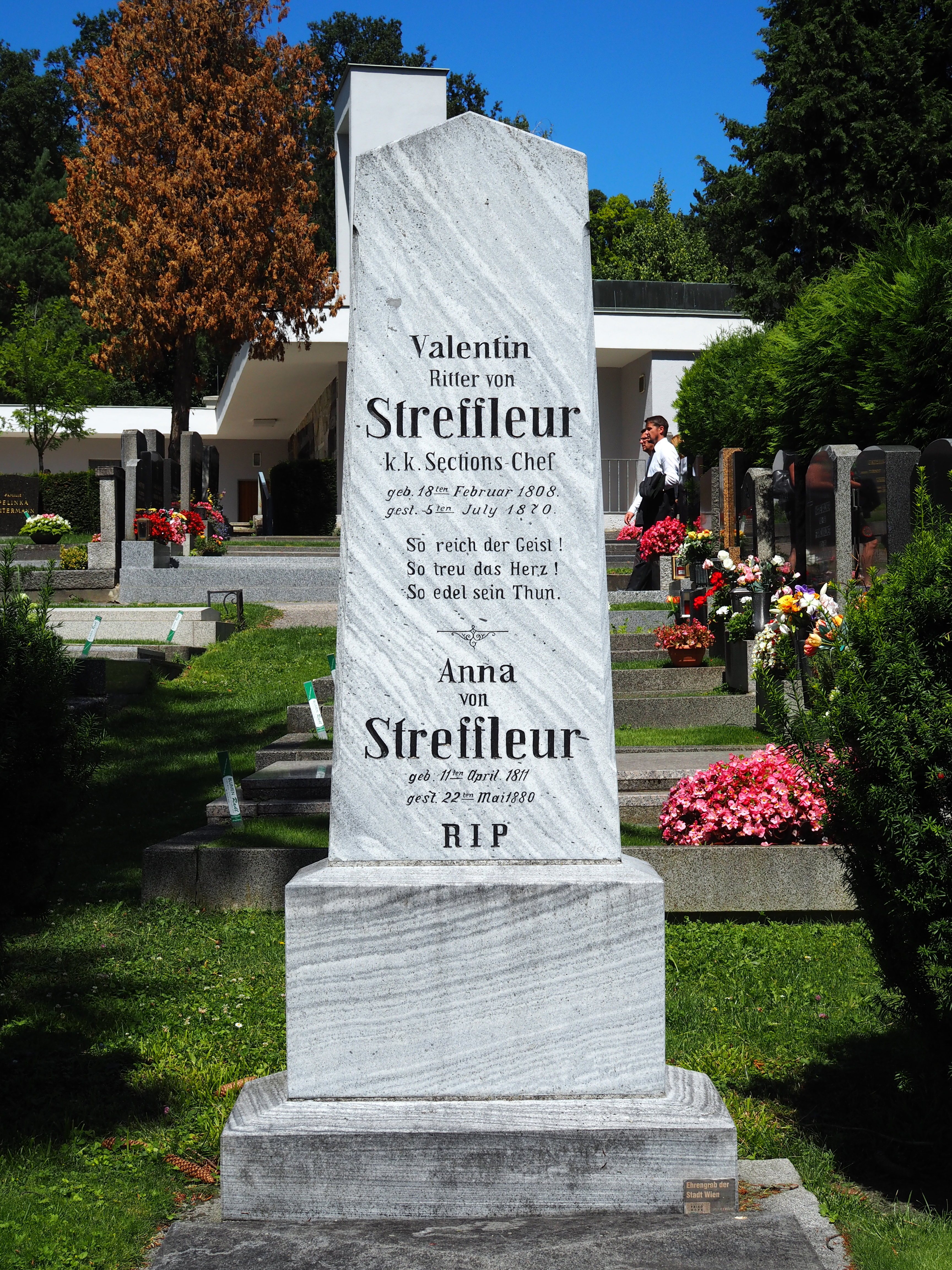
Grab von Valentin von Streffleur auf dem Hütteldorfer Friedhof

Seit dem Jahr 1839 war Streffleur mit Anna Hett (1811–1880) verheiratet. Das Ehegrab befindet sich heute noch auf dem Hütteldorfer Friedhof im Wiener Gemeindebezirk Penzing. Es ist dort eines von neun ehrenhalber gewidmeten Gräbern der Stadt Wien. In der Ehe wurden vier Töchter geboren. Die Tochter Gabriele (1843–1902) hatte 1862 Josef, Sohn des gleichnamigen Textilindustriellen Josef Dierzer von Traunthal († 1857), geheiratet. Die Tochter Hermine (1840–1920) hatte 1861 den Wiener Architekten Heinrich Ritter von Förster (1832–1889), einen Sohn des Architekten Ludwig Förster, geheiratet. Hermine von Förster geb. von Sreffleur erwirkte 1904 beim Kaiser die Bewilligung zur Namenvereinigung für sich und ihre Deszendenz. Einer ihrer Söhne war der Sektionschef Rudolf Ritter von Förster-Streffleur (1864–1936), der im österreichischen Ministerium für Kultus und Unterricht die rechtlichen und organisatorischen Voraussetzungen für eine moderne Denkmalpflege schuf und 1918 den Verbleib der Kunstschätze der ehemaligen Hofsammlungen gegen Ansprüche der Nachfolgestaaten sicherte. Nach dem Ersten Weltkrieg hatte er sich entschieden für die Kunstförderung und Musikpflege eingesetzt. Seit 1893 war er mit Marie Dierzer von Traunthal vermählt.

## Werke (Auswahl)
- Die Erscheinungen der Ebbe und Fluth unter dem Einfluße der Rotazion, Wien 1847, (Digitalisat beim Münchener Digitalisierungszentrum)
- Die Dienst-Vorschriften sämmtlicher Waffengattungen und Branchen der k. k. östreichischen Armee: als Handbuch für Militär-Individuen, welche sich für Dienststellungen vorzubereiten wünschen, die, wie z. B. im General-Quartiermeisterstabe, in der Adjutantur (et)c. eine umfassendere Dienstkenntniß nothwendig machen, Wien 1851, (Digitalisat beim Münchener Digitalisierungszentrum)
- Einiges über Wasserstands-(Pegel-)Beobachtungen: Aus d. Novmbr-Hft des Jahrg. 1851 der Sitzungsber. d. mathem. naturwiss. Cl. d. Kais. Acad. d. Wiss., Wien 1851, (Digitalisat bei Bayerische Staatsbibliothek)
- Orographisch-hydrographische Studien über das Gebiet des Oesterreichischen Kaiserstaates Aus d. März-Hefte des Jahrg. 1852 der Sitzungsberichte der math.-naturw. Cl. d. kais. Akad. d. Wiss. (Digitalisat)
- Über die Errichtung einer Austro-ostindischen Handelsbahn und die Gründung einer österreichischen Südalpen-Eisenbahngesellschaft, Wien 1856, (Digitalisat)
- Strassen-Statistik des österreichischen Kaiserstaats. In: Direction der administrativen Statistik (Hrsg.): Mittheilungen auf dem Gebiete der Statistik. 5. Jahrgang, 1. Heft. Wien 1856 (eingeschränkte Vorschau in der Google-Buchsuche).
- Die Oberflächen-Gestaltung und die Darstellungsweisen des Terrains für Ingenieure, Militärs, Naturforscher, Geographen etc.: In Verbindung mit der Lehre der topographischen Zeichnung, nach allen Massstäben in Landkarten und Plänen, bearbeitet von August Neuber, Wien 1878 (posthum); books.google.de